# Vị Khê
Vị Khê là một phường thuộc tỉnh Ninh Bình, Việt Nam.

## Địa lý
Vị Khê nằm cách phường Hoa Lư - trung tâm tỉnh lỵ Ninh Bình 35 km về phía Đông Bắc, có vị trí địa lý:
- Phía bắc giáp phường Thiên Trường.
- Phía tây giáp phường Nam Định.
- Phía nam giáp phường Hồng Quang và xã Nam Hồng.
- Phía đông giáp xã Tân Thuận của tỉnh Hưng Yên, có ranh giới tự nhiên là sông Hồng.

Phường Vị Khê	có diện tích:	25,27	km², 	dân số:	36.210	người, mật độ dân số: 	1433	người/km². 	Đây là đơn vị có diện tích xếp thứ:	71	, số dân xếp thứ: 	36	và mật độ dân số xếp thứ: 	38	trong số 129 xã, phường ở Ninh Bình.
Phường này nằm trên Quốc lộ 21, và cũng là nơi có sông Hồng, sông Đào chảy qua.

## Lịch sử
Theo Nghị quyết số 1674/NQ-UBTVQH15 ngày 16/6/2025 về sắp xếp các đơn vị hành chính cấp xã của tỉnh Ninh Bình năm 2025, Sắp xếp toàn bộ diện tích tự nhiên, quy mô dân số của xã Nam Điền (huyện Nam Trực) và phường Nam Phong thành phường mới có tên gọi là phường Vị Khê.